# Extensible Authentication Protocol
EAP står for Extensible Authentication Protocol og er defineret i IETF RFC 2284. Det er en sikkerhedsudvidelse til PPP (Point-to-Point Protocol).
| It | Spire Denne it-artikel er en spire som bør udbygges. Du er velkommen til at hjælpe Wikipedia ved at udvide den. |